# Výprava na Zemi
Výprava na Zemi (anglicky Expedition to Earth) je sbírka povídek britského spisovatele Arthura Charlese Clarka. Vyšla v roce 1953.
Česky byla publikována v roce 2007 nakladatelstvím Baronet s překladem Zdeňka Volného .
Povídková sbírka obsahuje autorovu předmluvu a 11 povídek, z nichž stěžejní je "Hlídka", jejíž námět Clarke později použil v románu 2001: Vesmírná odysea.

## Obsah sbírky
- Druhý úsvit ("Second Dawn")
- Kdybych na tebe zapomněl, Země ("If I Forget Thee, Oh Earth...")
- Mez odolnosti ("Breaking Strain")
- Výprava na Zemi ("Expedition to Earth", alternativní název "History Lesson")
- Převaha ("Superiority")
- Nemesis ("Exile of the Eons")
- Střílejte veverky ("Hide and Seek") - pozn.: v časopise 100+1 (1965/10) vyšlo pod názvem "Hra na schovávanou" [2].
- Na úsvitu věků ("Encounter in the Dawn")
- Skulina ("Loophole")
- Odkaz ("Inheritance")
- Hlídka ("The Sentinel")